# Brestir Sigmundsson
Brestir Sigmundsson era un caudillo vikingo y bóndi de Skúvoy, Islas Feroe en el siglo X que junto a su hermano Beinir Sigmundsson, dominaban una extensión del archipiélago y mantenían una disputa territorial con el caudillo y godi Havgrímur por Stóra Dímun. Brestir aparece como personaje histórico en la saga Færeyinga.
Havgrímur era amigo de un pariente de los dos hermanos, llamado Einar Suðringur a quien invitó en 969 a su hacienda donde también se encontraba Eldjarn Kambhøttur leal a Havgrímur quien tomó partido por el godi y tras una violenta discusión, la situación desembocó en violencia: Eldjam atacó a Einar con un madero y este se defendió con un hacha causando heridas en la cabeza a su contrincante.
Einar abandonó la hacienda y fue a pedir consejo a Brestir, que estaba considerado un hombre sabio y además tenía formación jurídica. Decidieron llevar el asunto al Løgting (el thing feroés) en el 970 que falló a favor de Einar, ya que Eldjam atacó primero y violó la ley, considerando que Einar había actuado en defensa propia. Eldjarn juró venganza.
Los dos hermanos murieron en una emboscada que se había planificado concienzudamente donde paradójicamente también murió Havgrímur y cinco de sus hombres.
El hijo de Brestir, Sigmundur Brestisson fue el responsable de la introducción del cristianismo en las islas Feroe.